# Atsushi Kazama
Atsushi Kazama (jap. 風間 淳 Kazama Atsushi;  ur. 3 marca 1964 w Irihirose) – japoński biathlonista.

## Kariera
W Pucharze Świata zadebiutował 19 stycznia 1989 roku w Borowcu, gdzie został zdyskwalifikowany w biegu indywidualnym. Pierwsze punkty wywalczył dopiero 11 stycznia 1996 roku w Anterselvie, zajmując 24. miejsce w tej samej konkurencji. Nigdy nie stanął na podium zawodów PŚ. Najlepsze wyniki osiągnął w sezonie 1996/1997, kiedy zajął 39. miejsce w klasyfikacji generalnej. W 1989 roku wystąpił na mistrzostwach świata w Feistritz, gdzie zajął 63. miejsce w biegu indywidualnym, 38. w sprincie i 16. w sztafecie. Najlepsze wyniki osiągnął podczas mistrzostw świata w Osrblie w 1997 roku, gdzie był dziewiąty w sprincie i siódmy w biegu pościgowym. W 1992 roku startował na igrzyskach olimpijskich w Albertville, zajmując 63. miejsce w biegu indywidualnym i 78. w sprincie. Brał też udział w igrzyskach w Nagano sześć lat później, gdzie zajął 45. miejsce w biegu indywidualnym, 61. miejsce w sprincie i 15. miejsce sztafecie.

## Osiągnięcia

### Igrzyska olimpijskie
| Rok  | Miejscowość | Konkurencje | Konkurencje | Konkurencje | Konkurencje | Konkurencje | Konkurencje | Konkurencje |
| Rok  | Miejscowość | IN          | SP          | PU          | MS          | RL          | MR          | SR          |
| ---- | ----------- | ----------- | ----------- | ----------- | ----------- | ----------- | ----------- | ----------- |
| 1992 | Albertville | 63.         | 78.         | –           | nd.         | –           | nd.         | –           |
| 1998 | Nagano      | 45.         | 61.         | nd.         | nd.         | 15.         | nd.         | –           |

### Mistrzostwa świata
| Rok  | Miejscowość | Konkurencje | Konkurencje | Konkurencje | Konkurencje | Konkurencje | Konkurencje | Konkurencje |
| Rok  | Miejscowość | IN          | SP          | PU          | MS          | RL          | MR          | SR          |
| ---- | ----------- | ----------- | ----------- | ----------- | ----------- | ----------- | ----------- | ----------- |
| 1989 | Feistritz   | 62.         | 38.         | nd.         | nd.         | 18.         | nd.         | –           |
| 1991 | Lahti       | 52.         | 50.         | nd.         | nd.         | 13.         | nd.         | –           |
| 1993 | Borowec     | 74.         | 35.         | nd.         | nd.         | 20.         | nd.         | –           |
| 1995 | Anterselva  | –           | 32.         | nd.         | nd.         | 20.         | nd.         | –           |
| 1996 | Ruhpolding  | 23.         | 16.         | nd.         | nd.         | 16.         | nd.         | –           |
| 1997 | Osrblie     | –           | 9.          | 7.          | nd.         | 16.         | nd.         | –           |

### Puchar Świata

#### Miejsca w klasyfikacji generalnej
| Sezon     | Miejsce |
| --------- | ------- |
| 1988/1989 | -       |
| 1989/1990 | -       |
| 1990/1991 | -       |
| 1991/1992 | -       |
| 1992/1993 | -       |
| 1994/1995 | -       |
| 1995/1996 | 42.     |
| 1996/1997 | 39.     |
| 1997/1998 | 67.     |

#### Miejsca na podium chronologicznie
Kazama nigdy nie stanął na podium indywidualnych zawodów PŚ.